# Bundesstrasse 4
Bundesstrasse 4 (B4) började ursprungligen i Kiel men har sedan 1990-talet avkortats och börjar nu i Bad Bramstedt och passerar därefter bland annat – Hamburg , Lüneburg , Uelzen,  Braunschweig, Wolfenbüttel, Bad Harzburg, Erfurt, Bamberg, Forchheim och  Erlangen samt slutar i Nürnberg. Den sammanlagda sträckan är cirka 610 km.
För lastbilar (LKW) uttas för närvarande vägavgift för cirka 54 km av den 610 km långa sträckan vilket innebär något mindre än 9% av sträckan.
Den 4 maj 1945 genomfördes nära  Quickborn cirka 20 km norr om Hamburg på den då benämnda Reichstrasse 4 förhandlingar mellan Kriegsmarines sista befälhavare generalamiral Hans-Georg von Friedeburg och representanter för den brittiska 2:a armén om kapitulation för de sista tyska trupperna i norra Tyskland.